# 徳島野球倶楽部
徳島野球倶楽部（とくしまやきゅうくらぶ）は、徳島県徳島市に本拠地を置き、日本野球連盟に所属する社会人野球のクラブチームである。

## 概要
前身チームは『オール徳島』（全徳島）で、一度解散した後の1953年に『徳島野球倶楽部』として再結成し、現在に至る。オール徳島は都市対抗野球への出場歴があるが徳島野球倶楽部としては全国大会への出場はない。
2018年に徳島アストロズが結成されるまで、徳島県では唯一の社会人野球チームだった。

## 主要出場大会
- 都市対抗野球大会予選
- 社会人野球日本選手権大会予選
- 全日本クラブ野球選手権大会予選
- JABA四国大会
- ナショナルクラブベースボールシリーズ西日本クラブカップ
- 中四国クラブ野球リーグ